# Antica diocesi di Londra

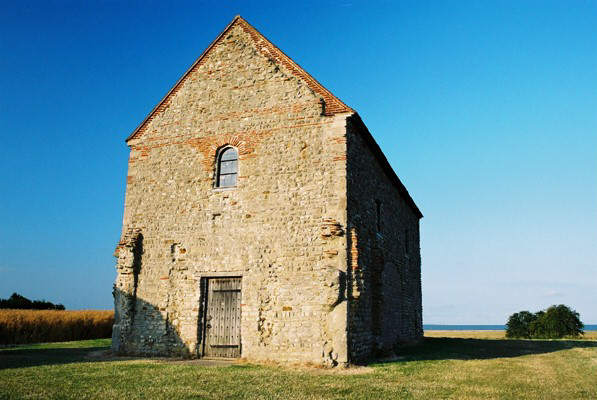
L'antica cattedrale monastica di Ythanceaster (Othona), chiamata ora Saint Peter-on-the-Wall, costruita da san Cedda, restaurata nel 1920.

La diocesi di Londra (in latino: Dioecesis Londoniensis) è una sede soppressa della Chiesa cattolica, poi divenuta una sede della Chiesa anglicana.

## Territorio
La diocesi era situata nel sud dell'Inghilterra e comprendeva l'antico regno dell'Essex.
Sede vescovile era la città di Londra, dove fungeva da cattedrale la chiesa di San Paolo.

## Storia
Londinium (nome latino di Londra) era già sede vescovile in epoca romana. L'unico vescovo documentato di questo periodo è Restituto, presente nel 314 al concilio di Arles in Francia. La tradizione tramanda nomi di altri vescovi, non accertati storicamente. Dato il ruolo di Londra come capoluogo generale della Britannia romana, in analogia alle altre province dell’impero è del tutto probabile, pur non essendone rimasta prova, che in quei primi tempi la sede fosse una metropolia.
L'arrivo degli Angli, dei Sassoni e degli Juti dopo la metà del V secolo pose fine alle strutture cristiane in tutta l'isola. Fu papa Gregorio Magno alla fine del VI secolo ad incaricarsi di evangelizzare i nuovi popoli giunti in Britannia, con l'invio di un gruppo di missionari guidati dal monaco Agostino (nel 596).
Dopo l'evangelizzazione nel regno del Kent e la conversione del suo re Etelberto (Pasqua 601), Agostino ricevette l'ordine di porre la sua sede a Londra, che nell'ottica di papa Gregorio doveva diventare una sede metropolitana. Ma il trasferimento nell'antica Londinum era inattuabile, in quanto ora la città faceva parte di un altro regno anglosassone, quello dell'Essex, il cui re era ancora pagano. Agostino perciò elevò a sua sede metropolitana la capitale del Kent, Canterbury.
Un nipote di Etelberto regnava sull'Essex. Questi favorì l'introduzione del cristianesimo nel suo regno. E nel 604 fu eretta la seconda diocesi anglosassone, quella di Londra, affidata ad un discepolo e compagno di missione di Agostino, san Mellito, che si affrettò a costruire presso i resti del foro romano la cattedrale di San Paolo. Alla morte del re però ci fu un ritorno del paganesimo, che mise in difficoltà la missione e la giovane diocesi londinese: il vescovo Mellito dovette rifugiarsi in Gallia.
Intorno al 654 il nuovo re Sigberto si fece battezzare dall'abate-vescovo di Lindisfarne Finnan. Da questo momento la missione nel regno dell'Essex poté consolidarsi, con l'arrivo del nuovo vescovo Cedda, il quale, sui resti dell'antico insediamento romano di Othona, costruì un monastero chiamato in anglosassone Ythanceaster, ponendo qui la sua sede vescovile.
La diocesi di Londra aveva in origine giurisdizione su tutto il regno dell'Essex e faceva parte della provincia ecclesiastica dell'arcidiocesi di Canterbury.
Nel 1075 si svolse a Londra un importante concilio provinciale, seguito da un altro concilio provinciale nel 1102.
L'ultimo vescovo in comunione con Roma (perlomeno nel suo secondo periodo episcopale)  fu Edmund Bonner, già favorevole alla Riforma tanto che il Re, dopo lo scisma, lo aveva voluto vescovo di Hereford e poi a Londra (addirittura contribuì con il vescovo di Winchester al De vera oboedentia in cui si afferma che l'unica obbedienza dovuta, anche in campo religioso, è quella al Re). Dopo la morte di Enrico VIII invece ebbe contrasti con i reggenti calvinisti di Edoardo VI e perciò fu destituito della sua sede il 1º aprile 1549; fu restaurato sulla sede londinese dalla regina Maria il 5 settembre 1553; fu infine imprigionato il 30 maggio 1559 e morì in carcere dieci anni dopo. Con la sua morte si interrompe la successione apostolica e secondo il punto di vista cattolico dunque ha fine l'episcopato cattolico di Londra. Invece, secondo la teologia anglicana, esiste continuità tra la serie dei vescovi prima e dopo la riforma.

## Cronotassi dei vescovi

### Vescovi britto-romani di Londinum
- Theanus †
- Eluanus †
- Cadar †
- Obinus †
- Conanus †
- Palladius †
- Stephanus †
- Iltutus †
- Theodwinus †
- Theodredus †
- Hilarius †
- Restitutus † (menzionato nel 314)
- Guitelinus †
- Fastidius †
- Wodinus †
- Theonus †

### Vescovi di Londra
- San Mellito † (604 - 24 aprile 624 deceduto)
  - Sede vacante (624 - 656)
- San Cedda † (circa 656 - 26 ottobre 664 deceduto)
- Wine † (666 - 674 deceduto)
- Sant'Earconwald † (674 consacrato - 30 aprile 693 deceduto)
- Waldhere † (693 - ?)
- Ingwald † (prima del 731 - 744 o 745 deceduto)
- Ecgwulf † (menzionato nel 747)
- Wigheah † (menzionato nel 754)
- Eadberht †
- Eadgar † (menzionato nel 789)
- Coenwealh †
- Eadbald †
- Heathoberht † (? - circa 802 deceduto)
- Osmund † (803 - prima dell'816 deceduto)
- Aethelnoth † (menzionato nell'816)
- Ceolberht † (prima dell'830 - ?)
- Deorwulf †
- Swithwulf † (circa 861 - ?)
- Heahstan † (? - circa 898 deceduto)
- Wulfsige † (903 - 904)
- Aethelweard †
- Ealhstan † (dopo il 926 - ?)
- Theodred † (938 - 955)
- Wulstan †
- Brihthelm † (? - 958 deceduto)
- Dunstan † (958 - 959 nominato arcivescovo di Canterbury)
- Oelfstan † (960 - 996)
- Wulfstan † (996 consacrato - 1002)
- Aelfhun † (menzionato nel 1012)
- Aelfwig † (dopo il 1015 - prima del 1035 deceduto)
- Aelfweard † (? - 25 luglio 1044 deceduto)
- Robert di Jumièges † (1044 consacrato - 1051 nominato arcivescovo di Canterbury)
- Guglielmo il Normanno † (1051 consacrato - 1075 deceduto)
- Hugh d'Orevalle † (1075 - 12 gennaio 1085 deceduto)
- Maurice † (1085 - 26 settembre 1107 deceduto)
- Richard de Beaumis I † (26 luglio 1108 consacrato - 16 gennaio 1128 deceduto)
- Gilbert Universalis † (22 gennaio 1128 consacrato - 10 agosto 1134 deceduto)
  - Sede vacante (1134 - 1141)
- Robert de Sigello † (1141 consacrato - 1150 deceduto)
- Richard de Beaumis II † (28 settembre 1152 consacrato - 4 maggio 1162 deceduto)
- Gilbert Foliot † (24 marzo 1163 - 18 febbraio 1188 deceduto)
- Richard FitzNeal † (31 dicembre 1189 consacrato - 10 settembre 1198 deceduto)
- William of Saint Mère Eglise † (23 maggio 1199 - 25 gennaio 1221 dimesso)
- Eustace of Fauconberg † (25 aprile 1221 consacrato - 31 ottobre 1228 deceduto)
- Roger Niger † (10 giugno 1229 consacrato - 29 settembre 1241 deceduto)
- Fulk Basset † (16 dicembre 1243 - 20 maggio 1259 deceduto)
- Henry Wingham † (15 febbraio 1260 consacrato - 13 luglio 1262 deceduto)
- Henry of Sandwich † (27 maggio 1263 consacrato - 12 settembre 1273 deceduto)
- John Chishull † (29 aprile 1274 consacrato - 8 febbraio 1280 deceduto)
- Richard Gravesend † (11 agosto 1280 consacrato - 9 dicembre 1303 deceduto)
- Ralph Baldock † (1º febbraio 1306 - 24 luglio 1313 deceduto)
- Gilbert Segrave † (25 novembre 1313 consacrato - 18 dicembre 1316 deceduto)
- Richard Newport † (15 maggio 1317 consacrato - 24 agosto 1318 deceduto)
- Stephen Gravesend † (14 gennaio 1319 consacrato - 8 aprile 1338 deceduto)
- Richard Bintworth † (12 luglio 1338 consacrato - 8 dicembre 1339 deceduto)
- Ralph Stratford † (12 marzo 1340 consacrato - 7 aprile 1354 deceduto)
- Michael Northburgh † (7 maggio 1354 - 9 settembre 1361 deceduto)
- Simon Sudbury † (22 ottobre 1361 - 4 maggio 1375 nominato arcivescovo di Canterbury)
- William Courtenay † (12 settembre 1375 - 9 settembre 1381 nominato arcivescovo di Canterbury)
- Robert Braybrooke † (5 gennaio 1382 - 28 agosto 1404 deceduto)
  - Thomas Langley † (ottobre - dicembre 1404) (vescovo eletto)
- Roger Walden † (10 dicembre 1404 - 6 gennaio 1406 deceduto)
- Nicholas de Bubwith † (14 maggio 1406 - 22 giugno 1407 nominato vescovo di Salisbury)
- Richard de Clifford † (27 giugno 1407 - 20 agosto 1421 deceduto)
- John Kemp † (17 novembre 1421 - 20 luglio 1425 nominato arcivescovo di York)
- William Grey † (30 luglio 1425 - 30 aprile 1431 nominato vescovo di Lincoln)
- Robert FitzHugh † (30 aprile 1431 - 15 gennaio 1436 deceduto)
- Robert Gilbert † (21 maggio 1436 - 22 giugno 1448 deceduto)
- Thomas Kempe † (26 agosto 1448 - 28 marzo 1489 deceduto)
- Richard Hill † (21 agosto 1489 - 20 febbraio 1496 deceduto)
- Thomas Savage † (3 agosto 1496 - 18 gennaio 1501 nominato arcivescovo di York)
- William Warham † (20 ottobre 1501 - 29 novembre 1503 nominato arcivescovo di Canterbury)
- William Barons † (2 agosto 1504 - 10 ottobre 1505 deceduto)
- Richard FitzJames † (5 giugno 1506 - 15 gennaio 1522 deceduto)
- Cuthbert Tunstall † (10 settembre 1522 - 21 febbraio 1530 nominato vescovo di Durham)
- John Stokesley † (28 marzo 1530 - 8 settembre 1539 deceduto)
- Edmund Bonner † (4 aprile 1540 - 5 settembre 1569 deceduto)